# Nors kontrakt
Nors kontrakt var ett kontrakt inom Karlstads stift av Svenska kyrkan. Det upplöstes 1 april 2015
Kontraktskoden var 0909.

## Administrativ historik
Kontraktet bildades 1788 genom en ombildning av Näs kontrakt och omfattade före 2000
- Nors församling som 2006 uppgick i Nor-Segerstads församling
- Segerstads församling som 2006 uppgick i Nor-Segerstads församling
- Grums församling
- Värmskogs församling som tillfördes 1992 från Gillbergs kontrakt
- Eds församling som 2010 uppgick i Ed-Borgviks församling
- Borgviks församling som 2010 uppgick i Ed-Borgviks församling
- Säffle församling
- Tveta församling som tillfördes 1962 från Gillbergs kontrakt
- Bro församling
- Södra Ny församling som 1970 uppgick i Ny-Huggenäs församling
- Huggenäs församling som 1970 uppgick i Ny-Huggenäs församling
- Millesviks församling som 2010 uppgick i Södra Värmlandsnäs församling
- Botilsäters församling som 2010 uppgick i Södra Värmlandsnäs församling
- Eskilsäters församling som 2010 uppgick i Södra Värmlandsnäs församling
- Ölseruds församling som 2010 uppgick i Södra Värmlandsnäs församling

1 december 2000 tillfördes från då upphörda Gillbergs kontrakt
- Gillberga församling
- Kila församling
- Svanskogs församling
- Långseruds församling

1 april 2015 upphörde kontraktet och församlingarna överfördes till Södra Värmlands kontrakt ([Ed-Borgviks, Grums, Nor-Segerstads, och Värmskogs församlingar)
och Västra Värmlands kontrakt (övriga församlingar.

## Kontraktsprostar

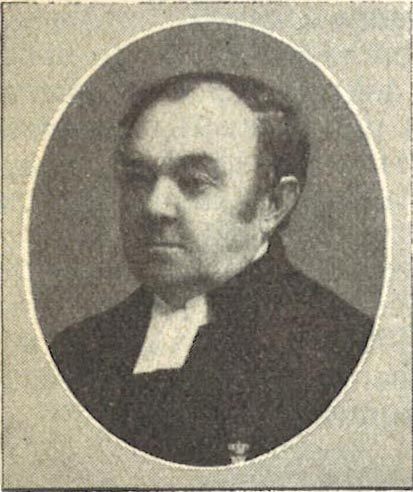
Lars Johan Wahlbäck, kontraktsprost 1906–1913.

- 1648-1664 Sveno Anundi Faxelius, Kila
- 1665-1678 Andreas Petri Hofflandus, Grava
- 1678-1680 Johannes Johannis Iser, Sunne
- 1680-1688 Haquinus Elavi Hellichius, Grava
- 1688-1691 Erlandus Svenonis Faxelius, Kila
- 1691-1710 Magnus Andreae Carolinus, Grava
- 1710-1741 Johannes Dionysius Chenon, Kila
- 1741-1745 Laurentius Hesselgren, Sunne
- 1745-1771 Christopher Risell, Filipstad
- 1772-1776 Jonas Ullholm, Grava
- 1776-1788 Elof Sejdelius, Kila
- 1788-1805 Johan Ågren, Nor
- 1805-1820 Per Alstedt, Ölme
- 1820-1834 Jonas Wahlström, Nor
- 1834-1841 Johan Gustaf Waldenström, Nor
- 1841-1852 Noach Hedrén, By
- 1852-1878 Olaf Arrhenius, Nor
- 1881-1904 Jonas Bernhard Unger, Nor
- 1904-1906 Nils Bergsten, By
- 1906-1913 Lars Johan Wahlbäck, Åmål
- 1913-1925 Per Weiner, Nor
- 1925-1930 Herman Gustaf Ullstrand, Ed
- 1930-1940 Gustaf Petrus Sillén, Grums
- 1940-1948 Johan Svensson, Ed
- 1948-1956 Carl Wilhelm Mellkvist, Nor
- 1956-1962 Gustaf Emanuel Persson, By
- 1962-1963 Jakob Ragnar Stake, Grums
- 1963-1967 Karl Gustaf (Gösta) Evert Söderberg, Säffle
- 1967-1978 Erik Ferdinand Eriksson, Millesvik
- 1978-1983 Bertil Widman, Säffle
- 1983-1998 Ingvar Persson, Säffle-Tveta
- 1998- Anne-Sophie Flygg, Ed-Borgvik